# Golen Mária
Golen Mária (Eger, 1964. február 16. –) magyar bábművész, színésznő.

## Életpályája
Egerben született, 1966. április 13-án. Bábszínészképző Tanfolyam elvégzése után bábszínészi diplomáját 1987-ben kapta meg. 1985-től az egri Harlekin Bábszínházban szerepelt. 2011-től a Galagonya Bábszínház utazó társulatának művésze.

## Színházi szerepeiből
- William Shakespeare nyomán: ...vagy amit akartok... Olívia
- Jevgenyij Lvovics Svarc: A két jávorfácska... Vaszilisza
- Ignácz Rózsa: Csipkerózsika... Pipőc, udvari bolond
- Grimm fivérek – Károlyi Amy: Hófehérke... királynő
- Tömöry Márta: Az égigérő fa... galamb; gyík; róka
- Bánd Anna: Sárkányölő Vízi Sándor... királykisasszony
- Urbán Gyula: Minden egér szereti a sajtot... Szeréna mama
- Lázár Ervin: A legkisebb boszorkány... Anya-Banya
- Ion Creangă: Apó lánya, anyó lánya... apó lánya
- Tóth Eszter: A három kismalac... Pufi
- Muszty Bea – Dobay András: A kék csodatorta... Szupertónia